# 岩崎和音
岩崎 和音（いわさき かずね、1989年〈平成元年〉 - ）は、日本の音楽家、サントゥール奏者。
大阪音楽大学作曲学科音楽学専攻卒業、イラン国立テヘラン大学大学院音楽学科修士課程イラン伝統音楽演奏コース修了（サントゥール専攻）。これまでに日本国内のみならずイラン国内でも演奏活動を展開するほか、テレビ番組への出演や映画等へ音源を提供している。
東京都内にてサントゥール教室パルディースを主宰、サントゥール演奏の指導も行う。また、トンバク奏者蔡怜雄とのペルシア古典音楽ユニット《ケレシュメ》を結成、都内を中心に演奏活動を行う。

## 主な音源提供・出演

### 放送番組
- 『中東の政治（' 20）』（2020年 - 、放送大学 (基幹放送)）音源提供と出演[7]
- 『世界文学への招待（' 22）』（2022年 - 、放送大学 (基幹放送)）音源提供と出演[6]
- 『おんがく交差点（岩崎和音・『ピアノの祖先』は『耳かき』で叩く!?』）』（2021年、BSテレビ東京）出演[5]

- 『Kaleskeh-ye Bahar, Gap-o Goft-e Nouroozi Ba Kazune Iwasaki Darbareh-ye Eshgh-e Yek Japoni Be Santoor Va Iran』 - کالسکه بهار - گپ‌وگفت نوروزی با کازونه ایواساکی درباره عشق یک ژاپنی به سنتور و ایران　（2021年、ボイス・オブ・アメリカペルシア語放送(VOA Farsi)）出演
- 『Manoto Plus』 - من و تو پلاس سه شنبه ۱۱ آذر ۱۳۹۹ / Manoto Plus（2020年、Marjan Television Network）出演
- 『OTOBUTAI 法隆寺 完全版』（2025年3月、MBS 毎日放送）出演

### 映画
『春の画 SHUNGA』（2023年、平田潤子、原摩利彦）音源提供

### CD
『PASSION』（2020年、原摩利彦、BRC-619）音源提供

### 本
池辺晋一郎ほか監修『小学館の図鑑NEO 27 音楽 - DVDつき』小学館、2023年、161、189頁（録音・情報提供）。